# Каштел
Каштел (лат. castellum) је врста одбрамбеног објекта, која за разлику од осталих врста утврђења, није морала да се смешта на неприступачне положаје планинских узвисина, премда ће и градитељи каштела потражити такав положај који ће бити заштићен каквим природним погодностима терена. Током времена каштел губи своје одбрамбене функције и више полаже на удобност. Већа снага његове одбране лежала у новим архитектонским квалитетима појединих брањених делова каштела. Каштели су грађени најчешће ради одбране, па је та њихова основна намена одређивала њихов положај у простору, њихову основу и величину, као и сав унутрашњи распоред грађевинских садржаја и делова. Како су неки каштели грађени у недостатку средстава и времена, под присилом непријатељских напада, они су остале скромна одбрамбена утврђења које једино треба да заштитити браниоце. Понекада су грађени и од дрвене грађе, тек да би привремено задржали непријатељске нападе.
Приступ каштелу могла је бранити и заштитна граба и спољашњи одбрамбени земљани бедем с палисадном оградом, али непријатеља је требало зауставити и одбити снагом активне одбране, па је војна посада каштела била наоружана одговарајућим ватреним оружјем.
Основа каштела је правилнија и најчешће је у облику правоугаоника или троугла. Изградња каштела је почињала стварањем плана градње, затим одабиром његовог положаја. На угловима његових зидова су стојале чврсте кружне куле. Оне сада нису више од ободних зидова, али су јачих зидова и пространије, приближавајући се све више кули-ронделу. Куле и зидови каштела уређени су за одбрану ватреним оружјем, опремљени потребним везама и проходношћу за браниоце, заштићеним грудобранима, пушкарницама и отворима за смештај тешког ватреног оружја.
Стамбени и животни простор каштела више је носио обележја ренесансног двора, а мање средњовековних феудалних палата. У приликама где је било мање ратних опасности, каштел је својем господару пружао много више удобности, отворености према природи и околини, а понекад је грађен на селима од стране ниже властеле и племства и током времена је губио одбрамбену функцију и тежио удобности. Овакви објекти су чести у Словачкој у стилу ренесансе или класицизма.